# Гуматская ГЭС-1
Гуматская ГЭС-1 (ГЭС Гумати-I) — гидроэлектростанция на реке Риони в Грузии вблизи города Кутаиси. Входит в состав Рионского каскада ГЭС, являясь его второй ступенью. Первый агрегат ГЭС пущен в 1958 году.
Конструктивно представляет собой русловую ГЭС с гравитационной бетонной плотиной. Состав сооружений ГЭС:,
- Гравитационная бетонная плотина общей длиной 211,5 м, состоящая из водосливной части длиной 72 м и двух глухих частей — левобережной длиной 65,9 м и правобережной длиной 72 м. Водосливная часть имеет четыре пролёта шириной по 14 м и рассчитана на пропуск 2500 м³/сек воды. Плотина образует небольшое водохранилище полным объёмом 3 млн м³ и полезным объёмом 0,5 млн м³.
- Здание ГЭС руслового типа, размещённое между водосливной и левобережной глухой частями плотины.
- ОРУ.

Мощность ГЭС — 44 МВт, среднегодовая выработка — 256 млн кВт·ч. В здании ГЭС установлено 4 гидроагрегата с вертикальными поворотно-лопастными турбинами ПЛ-ВМ-295 (диаметр рабочего колеса — 2,95 м), работающих при расчётном напоре 24,5 м (максимальный напор — 25 м), максимальный расход через каждую турбину — 53,5 м³/сек. Три турбины изготовлены финской фирмой «Тампелла», одна — Ленинградским металлическим заводом. Турбины приводят в действие гидрогенераторы SPEL666/39-29 мощностью по 11 МВт производства фирмы «Сименс-Шуккерт».
С 2007 года Гуматская ГЭС-1 принадлежит чешской компании Energo-Pro. Оборудование ГЭС устарело, нуждается в замене и реконструкции; в 2006 году компанией «Силовые машины» была произведена реконструкция одного из гидроагрегатов ГЭС — заменена турбина и статор генератора.